# Slammiversary XIII
Slammiversary XIII est un pay-per-view de catch organisé par la fédération Total Nonstop Action Wrestling. Il se déroula le 28 juin 2015 dans le Impact Wrestling, à Orlando en Floride. Slammiversary fait partie des trois Pay Per View les plus populaires de la TNA avec Bound for Glory et Lockdown. Il s'agit de la 13e édition de Slammiversary et elle fêtera le 13e anniversaire de la Total Nonstop Action Wrestling. Sur l'affiche officielle, on y voit figurer le Champion du Monde Poids Lourd de la TNA Kurt Angle à son épopée.
Plusieurs matchs vont être programmés. Chacun d'entre eux est déterminé par des storylines rédigées par les scénaristes de la TNA ; soit par des rivalités survenues avant le pay-per-view, soit par des matchs de qualification en cas de rencontre pour un championnat. L'événement a mis en vedette les catcheurs de la division Impact Wrestling, créée en 2004 (anciennement appelée TNA Impact!). Le nom du 4e TNA Hall of Famer sera également dévoilé lors de cet évènement

## Contexte
Les spectacles de la Total Nonstop Action Wrestling en paiement à la séance sont constitués de matchs aux résultats prédéterminés par les scénaristes de la TNA. Ces rencontres sont justifiées par des storylines - une rivalité avec un catcheur, la plupart du temps - ou par des qualifications survenues dans les émissions de la TNA telles que TNA Xplosion et TNA Impact!. Tous les catcheurs possèdent une gimmick, c'est-à-dire qu'ils incarnent un personnage face (gentil), heel (méchant) ou tweener (neutre, apprécié du public), qui évolue au fil des rencontres. Un pay-per-viewcomme Slammiversary est donc un évènement tournant pour les différentes storylines en cours.

## Tableau des matchs
| #                                                                | Matchs                                                                                     | Stipulation | Durée |
| ---------------------------------------------------------------- | ------------------------------------------------------------------------------------------ | --- | ----- |
| 1                                                                | Tigre Uno (c) bat Manik & DJ Z                                                             | Three-way Elimination match pour le TNA X Division Championship                                                          | 12:07 |
| 2                                                                | Robbie E bat Jessie Godderz                                                                | Match simple | 11:23 |
| 3                                                                | Bram bat Matt Morgan                                                                       | Street Fight match | 09:32 |
| 4                                                                | Austin Aries bat Davey Richards                                                            | Match simple Le gagnant choisit la stipulation pour le match à 5 à Bell to Bell pour le TNA World Tag Team Championship. | 27:26 |
| 5                                                                | Awesome Kong et Brooke battent The Dollhouse (Taryn Terrell, Jade et Marti Bell)           | 3-2 Handicap match | 18:36 |
| 6                                                                | James Storm bat Magnus                                                                     | Non-Sanctioned match | 16:39 |
| 7                                                                | Ethan Carter III et Tyrus battent Lashley et Mr. Anderson                                  | Tag Team match | 08:13 |
| 8                                                                | Jeff Jarrett (avec Karen Jarrett) bat Matt Hardy, Eric Young, Drew Galloway et Bobby Roode | King of the Mountain match pour le TNA King of the Mountain Championship                                                 | 21:49 |
| (c) désigne le(s) champion(s) défendant son titre dans le match. |                                                                                            | |       |

| #       | Catcheur      | Catcheur coincé |
| ------- | ------------- | --------------- |
| 1       | Bobby Roode   | Jeff Jarrett    |
| 2       | Eric Young    | Jeff Jarrett    |
| 3       | Matt Hardy    | Bobby Roode     |
| 4       | Drew Galloway | Eric Young      |
| 5       | Jeff Jarrett  | Bobby Roode     |
| Gagnant | Jeff Jarrett  |                 |